# 全国中等学校優勝野球朝鮮大会
全国中等学校優勝野球朝鮮大会（ぜんこくちゅうとうがっこうゆうしょうやきゅうちょうせんたいかい）は、1921年から1941年まで朝鮮に所在する中等学校を対象に行われていた全国中等学校優勝野球大会の地方大会。

## 沿革
- 1921年　初開催。
- 1941年　戦争激化のため全国大会は中止。
- 1942年 - 1945年　開催されず。その後、日本の敗戦により大会廃止。

## 歴代代表校
| 年度                 | 参加校 | 代表校（出場回数）           | 決勝スコア | 準優勝校 | 全国大会      |
| -------------------- | ------ | ---------------------------- | ---------- | -------- | ------------- |
| 1921年（第7回大会）  | 4校    | 釜山商（初出場）             | 17-5       | 仁川商   | ベスト8       |
| 1922年（第8回大会）  | 5校    | 京城中（初出場）             | 6-0        | 仁川商   | 1回戦         |
| 1923年（第9回大会）  | 8校    | 徽文高普（初出場）           | 10-1       | 京城中   | ベスト8       |
| 1924年（第10回大会） | 6校    | 京城中（2年ぶり2回目）       | （棄権）   | 培材高普 | 1回戦         |
| 1925年（第11回大会） | 7校    | 釜山中（初出場）             | 4-2        | 京城中   | 2回戦         |
| 1926年（第12回大会） |        | 京城中（2年ぶり3回目）       | 5-2        | 釜山一商 | ベスト8       |
| 1927年（第13回大会） |        | 京城中（2年連続4回目）       | 2-0        | 京城師範 | 2回戦（初戦） |
| 1928年（第14回大会） |        | 京城中（3年連続5回目）       | 10-1       | 平壌中   | 2回戦         |
| 1929年（第15回大会） |        | 平壌中（初出場）             | 5-0        | 大邱商   | 2回戦（初戦） |
| 1930年（第16回大会） |        | 大邱商（初出場）             | 2-0        | 龍山中   | 2回戦         |
| 1931年（第17回大会） |        | 京城商（初出場）             | 7-1        | 平壌中   | 2回戦（初戦） |
| 1932年（第18回大会） |        | 平壌中（3年ぶり2回目）       | 13-8       | 東莱高普 | 1回戦         |
| 1933年（第19回大会） | 31校   | 善隣商（初出場）             | 5-1        | 木浦商   | 1回戦         |
| 1934年（第20回大会） | 34校   | 京城商（3年ぶり2回目）       | 6-5        | 新義州商 | ベスト8       |
| 1935年（第21回大会） | 33校   | 新義州商（初出場）           | 22-3       | 大邱商   | 2回戦（初戦） |
| 1936年（第22回大会） | 38校   | 仁川商（初出場）             | 8-4        | 大邱商   | 2回戦（初戦） |
| 1937年（第23回大会） | 37校   | 龍山中（初出場）             | 8-1        | 裡里農林 | 1回戦         |
| 1938年（第24回大会） | 31校   | 仁川商（2年ぶり2回目）       | 7-0        | 平壌商   | 2回戦         |
| 1939年（第25回大会） | 26校   | 仁川商（2年連続3回目）       | 1-0        | 平壌一中 | 1回戦         |
| 1940年（第26回大会） | 28校   | 平壌一中（8年ぶり3回目）     | 3-1        | 善隣商   | 2回戦（初戦） |
| 1941年（第27回大会） | 4校    | 北鮮大会のみ実施（選出なし） |            |          | （中止）      |